# 富爾頓鎮區 (愛荷華州馬斯卡廷縣)
富爾頓鎮區（英語：Fulton Township）是位於美國愛荷華州馬斯卡廷縣的一個行政鎮區。

## 地方資料
根據2010年美國人口普查的數據，富爾頓鎮區的面積為93.70平方千米，當中陸地面積為93.59平方千米，而水域面積為0.11平方千米。當地共有人口703人，而人口密度為每平方千米7.5人。